# Ahmed Dlimi
Ahmed Dlimi (en árabe, أحمد دليمي) (1983-1931) fue un político y militar marroquí, director general de la Seguridad Nacional, jefe de los servicios secretos y subcomandante en jefe de las fuerzas de ocupación de Marruecos en el Sáhara Occidental.
La actividad de Dlimi se inscribe dentro del periodo de la historia de Marruecos conocido como años de plomo. Colaborador del general Mohammed Ufqir, que fuera ministro del Interior, es relacionado como él por numerosas organizaciones de derechos humanos con la represión política, la práctica de torturas y la desaparición y asesinato de personas, entre ellas el dirigente socialista Mehdi Ben Barka en 1965.
Fue acusado por su participación en el asunto Ben Barka por el juez francés encargado del caso. En septiembre de 1966, abierta la vista oral, apareció por sorpresa en París para entregarse y responder a las acusaciones, queriendo de este modo, según afirmó, lavar el honor mancillado de su gobierno, a quien se responsabilizaba del asesinato del líder opositor. El juicio se reanudó en 1967 y Dlimi fue absuelto. Su jefe Ufqir, sin embargo, fue hallado culpable y condenado en rebeldía a cadena perpetua.
En los años 70, y sobre todo tras la muerte de Ufqir a resultas de su participación en un complot, Dlimi se convierte poco a poco en uno de los colaboradores más cercanos de Hasan II, que lo asciende a general. Su papel como máximo responsable de la seguridad le coloca en el puesto que antaño ocupara Ufqir.
Tras la ocupación del Sáhara Occidental en 1975, Dlimi es nombrado jefe de las fuerzas marroquíes en el territorio. Es suya la idea del muro marroquí que, a partir de 1980 y en etapas sucesivas, fue protegiendo las poblaciones principales, así como los recursos mineros de Bucraa durante la guerra del Sahara Occidental contra Frente Polisario, que de este modo se ve cada vez más confinado en su cuartel general de Tinduf, en Argelia. El paso de la labor policial a la militar, así como su determinación en el Sáhara le hace adquirir una reputación de hombre fuerte entre los oficiales del ejército. 
Murió repentinamente el 25 de enero de 1983, oficialmente en un accidente de tráfico, justo después de haber sido recibido por Hasan II en el palacio real de Marrakech. Los detractores y críticos del régimen de Hasan II han defendido sin embargo la tesis del asesinato, y señalan múltiples incoherencias en la versión del accidente. La causa del posible asesinato estaría en la popularidad adquirida por Dlimi en el ejército, y en el conjunto del país. El periodista Domingo del Pino, al dar la noticia de su muerte señalaba que era «el hombre más influyente del reino después del propio rey».
El militar Ahmed Rami, antiguo ayudante de campo de Ufqir y refugiado en Suecia, señaló desde su exilio que Dlimi había muerto porque se había descubierto su pertenencia a un «grupo de oficiales independientes» que conspiraba para acabar con la monarquía. Afirmó también que Dlimi, implicado en el intento de golpe de Estado que costó la vida a Ufqir, fue quien le ayudó a exiliarse en Suecia. Algunos autores señalan que este extremo es poco creíble, pues el propio Dlimi viajaba en el avión real que fue ametrallado en aquella conspiración en un intento de acabar con la vida de Hasan II.